# السقوط في الشمس

رواية السقوط في الشمس: هي أوّل رواية صدرت للأديبة د.سناء شعلان، وقد صدرت في طبعتين، الطبعة الأولى صدرت في عام 2005 عن دار اليازوري للنشر والتوزيع بدعم من أمانة عمان الكبرى، في حين صدرت الطبعة الثانية منها في عام 2006 عن مؤسسة الوراق للنشر والتوزيع.وقد حصلت على الجائزة الأولى في الجائزة الأردنية الشهيرة «جائزة صلاح الدين الأيوبي»، وذلك في العام 2005.

## القصة
هذه الرواية هي رواية اجتماعية رومانسيّة تنطلق من فلسفة تتلخّص في: إن كان مآل التضحية والحبّ والانتظار هو الخسارة والهزيمة والمزيد من الانتظار فلا عَجب أن نجد أنّ العشق في رواية سناء شعلان «السّقوط في الشمس» هو طريق حتمي للسّقوط في شمس الحبّ والاحتراق حيث لا شيء غير الذوبان والتلاشي بعد رحلة ألم ومكابدة قلبت موازين الأمور، وجعلت الطريق المقدسة صعودًا نحو شمس الحبّ والتقديس هي طريق مفترضة وحتمية للانزلاق والسقوط في محرقة الضياع والفشل.
وهذه الفنتازيا في التسمية القائمة على المفارقة وكسر المتوقّع هي العتبة إلى الدخول إلى الرواية القائمة على تداعي التذكّر والاسترجاع لتكون بداية القصة هي النهاية، ونهايتها هي البداية، وذلك عبر الانسياح على أزمات كثيرة وأحداث متداخلة في بنية استرجاعية مشحونة بالمشاعر والتفاصيل الصغيرة والمواقف الخالدة في نفس راوية العمل السردي كاملاً، حيث تعقد لها البطولة كذلك في محدّدات زمانية ومكانية تكاد تكون مفرغة من التحديد، فنحن لا نعرف اسم البطلة أو البطل أو مكان حدوث الأحداث أو زمنه، وكأنّ الرواية تستسلم لإلغاز والتعمية من أجل إبراز الفكرة، وتعميمها دون التقيد بزمان أو مكان أو أسماء.
وإن كانت تسمح لنفسها ببعض التحديد ربطًا للحبّ بيئته ومعطيات واقع شخوصه وظروف حياتـه المعاشة، فنجد في الرواية شخوصًا من بيئات مختلفة، وطبقات متباينة، يعيشون واقعًا عربيًا واحدًا، لا يكاد يخرج من هزيمة حتى يقع في أخرى، ويعيش هاجس التحرير وتداعيات السّقوط والتخاذل والضعف، ليسقط هو الآخر في شمسه الخاصة التي تحرقه دون رحمة.

## بعض الدراسات المتخصصة عنها
- دراسة «رواية السقوط في الشمس لسناء الشعلان: المرأة تصنع تمثالها الخالد وتتعبده» بقلم د.حكمت النوايسة.
- رواية السقوط في الشمس: الكتابة عبر ذاكرة مسكونة في الشتات" بقلم د.طاهر البربري.